# جوليان روبرتس
جوليان روبرتس (بالإنجليزية: Julian Roberts)‏ هو محاسب ورائد أعمال بريطاني، ولد في 7 يونيو 1957.